# C1 Advanced

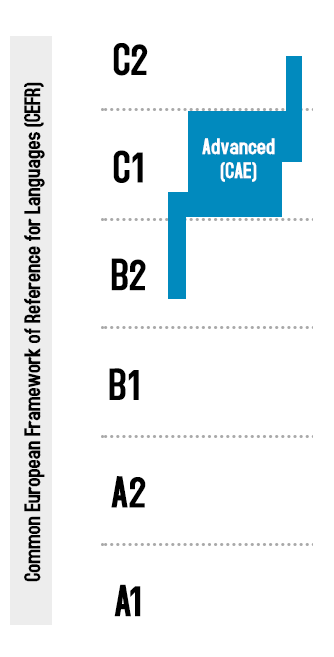
Comparación entre el examen C1 y el Common European Framework of Reference for Languages (CEFR).

El C1 Advanced, antiguamente conocido como Cambridge English: Advanced y Certificate in Advanced English (CAE), es uno de los exámenes ESOL de nivel de inglés, ofrecido por la Universidad de Cambridge y equivale al nivel C1 del Marco Común Europeo de Referencia para las lenguas.
Cada una de sus cinco partes se adjudica un puntaje que corresponde al 20% de la puntuación total, que está expresada en un porcentaje. Si el puntaje es igual o mayor a 60%, se obtiene el título del CAE.
- Grade A: 90% o más
- Grade B: 75% a 89%
- Grade C: 60% a 74%
- Grade D y E: Inferior a 60% (examen suspendido o reprobado, se certifica el nivel de First Certificate in English)

Al título CAE se le tiene una gran consideración en todo el mundo, especialmente en el caso de estudiantes cuya lengua materna no es el inglés que quieren ingresar en universidades británicas. También resulta habitual en Argentina, Brasil y Uruguay; países en los que se exige poseer este certificado para optar a puestos de trabajo que precisan un nivel avanzado de inglés.
Al igual que con los otros exámenes de Cambridge, el examen es válido de por vida una vez obtenido.

## Estructura del examen (a partir de diciembre de 2008)
El examen consta de 5 partes:
- Reading (comprensión lectora) (1 hora y 15 minutos aprox.):

1. Parte 1: Multiple choice cloze. Texto con doce palabras extraídas y en cada espacio cuatro opciones diferentes, en cada una de las cuales la correcta se amolda adecuadamente a la narración. Se evalúa principalmente vocabulario, frases verbales, uso de conectores y frases comunes del idioma.
2. Parte 2: Multiple choice. Texto con siete preguntas de comprensión lectora con opción múltiple de cuatro opciones cada una. Se evalúa comprensión lectora en forma íntegra.
3. Parte 3: Themed Texts. Tres textos cortos de diferentes estilos sobre un mismo tema, con dos preguntas con opción múltiple de cuatro opciones cada uno. Se evalúa principalmente el análisis de la intención del escritor y el propósito del texto.
4. Parte 4: Gapped Text. Texto con párrafos extraídos y puestos al azar en la página siguiente a ser puestos en su respectivo orden por el candidato. Se evalúa estructura textual, coherencia y cohesión.
5. Parte 5: Multiple Matching. Varios textos cortos englobados en una misma presentación, con una lista de oraciones al costado que piden identificar en cuales de ellos se encuentra cierto tipo de información. Se evalúa la búsqueda de detalles y datos específicos en un texto.

- Writing (expresión escrita) (1 hora y 30 minutos):

1. Parte 1: Texto de 180-220 palabras obligatorio, uno entre letter, proposal, report y article. Se evalúa especialmente la interacción, expresión de opiniones, capacidad de persuasión, etc.
2. Parte 2: Texto de 220-260 palabras a elegir entre varias opciones. Article, competition entry, essay, information sheet, letter, proposal, report y review. Se incluyen opciones relacionadas con lecturas sugeridas por Cambridge. En 2008: 'The Pelican Brief' de John Grisham y 'Lucky Jim' de Kingsley Amis. Se evalúa la organización de información, capacidad de persuasión, construcción de posturas y opiniones, justificación de enunciados, etc.

En ambas partes es crucial un estilo y vocabulario adecuado, una organización clara y precisa de las escrituras y el cumplimiento con las consignas pedidas.
- Use of English (gramática y vocabulario) (30 minutos aprox.):

1. Parte 1: Open cloze. Texto con quince espacios en blanco, el candidato debe completar cada espacio con una única palabra que concuerde con la narración. Se evalúa el uso de la gramática en la comprensión de una estructura textual. También vocabulario, frases verbales y conectores.
2. Parte 2: Word formation. Texto con diez espacios en blanco y una palabra al costado de cada uno de ellos. El candidato debe transformar la palabra dada gramaticalmente para introducirla al espacio en blanco. Se evalúa la construcción de verbos, adverbios, sustantivos y adjetivos con sufijos, prefijos y conocimiento de tiempos verbales.
3. Parte 3: Key word transformations. Se enuncia una oración y se brinda al candidato una palabra clave. El candidato deberá completar una oración situada debajo usando de tres a seis palabras; de manera de incluir la palabra clave, modificar la estructura de la primera oración y no cambiar su significado. Se evalúa vocabulario y estructuras gramaticales.

- Listening (comprensión auditiva) (40 minutos aproximadamente):

1. Parte 1: Multiple choice in extracts. Se oyen en orden tres grabaciones distintas con personas conversando sobre un tema en especial, cada una incluye dos preguntas de opción múltiple de tres opciones cada una. Se evalúa la interpretación de actitudes, propósitos, acuerdos y desacuerdos, etc.
2. Parte 2: Sentence completion. Se oye una grabación comúnmente informativa sobre un tema en especial, y el candidato deberá llenar una serie de ocho oraciones con información faltante a modo de toma de apuntes. Se evalúa la comprensión auditiva de datos precisos.
3. Parte 3: Multiple choice. Se oye una grabación en la que una persona cuenta detalles de su vida, comúnmente a modo de entrevista, con seis preguntas de opción múltiple de cuatro opciones cada una. Se evalúa la interpretación general y contextual, así como puntos principales de la grabación.
4. Parte 4: Multiple Matching. Se oyen cinco personas diferentes que cuentan sus experiencias respecto a un tema común. El candidato contará con dos columnas con opciones ordenadas al azar, cada una describe dos aspectos distintos que haya mencionado cada persona en su relato. Deberá adjudicar a cada persona la opción que le corresponde, completando las dos columnas de opciones al mismo tiempo. Se evalúa la interpretación del contexto, puntos principales y actitudes de los oradores.

- Speaking (expresión oral) (14 minutos aproximadamente):

Consta de una entrevista del examinador a dos o tres candidatos por vez. Está dividido en cuatro etapas que evalúan la capacidad de brindar datos personales y hablar de la propia persona con soltura, contrastar y comparar situaciones, intervenir en una discusión en busca de acuerdo o desacuerdo, y hablar sobre temas específicos. En el CAE se busca que los candidatos expresen una fluidez y un rango de vocabulario para ser capaces de desenvolverse naturalmente en un contexto real sin problemas. El examinador pone atención principalmente en fluidez, pronunciación, gramática y vocabulario.

## Títulos de inglés general de ESOL de Cambridge
- Key (KET - Key English Test): Nivel Básico (A2 en el Marco común europeo de referencia para las lenguas (MCERL))
- Preliminary (PET - Preliminary English Test): Nivel Intermedio (B1 en el MCERL)
- First (FCE - First Certificate in English): Nivel Intermedio-alto (B2 en el MCERL)
- Advanced (CAE - Certificate in Advanced English): Nivel Avanzado (C1 en el MCERL)
- Proficiency (CPE - Certificate of Proficiency in English): Nivel Profesional (C2 en el MCERL)